# Cœur-de-Causse
Cœur-de-Causse es una comuna nueva francesa situada en el departamento de Lot, de la región de Occitania.

## Historia
Fue creada el 1 de enero de 2016, en aplicación de una resolución del prefecto de Lot de 30 de octubre de 2015 con la unión de las comunas de Beaumat, Fontanes-du-Causse, Labastide-Murat, Saint-Sauveur-la-Vallée y Vaillac, pasando a estar el ayuntamiento en la antigua comuna de Labastide-Murat.

## Demografía
| Gráfica de evolución demográfica de Cœur-de-Causse entre 1800 y 2013 |
|                                                                      |

Los datos entre 1800 y 2013 son el resultado de sumar los parciales de las cinco comunas que forman la nueva comuna de Cœur-de-Causse, cuyos datos se han cogido de 1800 a 1999, para las comunas de Beaumat, Fontanes-du-Causse, Labastide-Murat, Saint-Sauveur-la-Vallée y Vaillac de la página francesa EHESS/Cassini. Los demás datos se han cogido de la página del INSEE.

## Composición
| Comuna delegada         | Código INSEE | Población (2013) | Superficie (km²) | Densidad (hab./km²) |
| ----------------------- | ------------ | ---------------- | ---------------- | ------------------- |
| Beaumat                 | 46019        | 81               | 8.10             | 10                  |
| Fontanes-du-Causse      | 46110        | 74               | 15.01            | 5                   |
| Labastide-Murat         | 46138        | 670              | 27.27            | 25                  |
| Saint-Sauveur-la-Vallée | 46291        | 42               | 6.7              | 6                   |
| Vaillac                 | 46325        | 97               | 13.68            | 7                   |